# Mirza Džomba
Mirza Džomba (28 de febrero de 1977, Rijeka, Croacia) es un exjugador de balonmano croata, que jugó en la demarcación de extremo derecho. Su último equipo fue el KS Vive Targi Kielce. Fue considerado como uno de los mejores extremos del mundo, en la faceta ofensiva. Fue uno de los componentes de la selección nacional de balonmano de Croacia.

## Equipos
- RK Zagreb (1995-2001)
- Veszprém KC (2001-2004)
- BM Ciudad Real (2004-2007)
- RK Zagreb (2007-2010)
- KS Vive Targi Kielce (2010-2011)

## Palmarés

### Clubes

#### RK Zagreb
- Liga Croacia de Balonmano (1997, 1998, 2000, 2008 y 2009)
- Copa de Croacia de Balonmano (1997, 1998, 1999, 2000, 2008 y 2009)

#### Veszprém KC
- Liga de Hungría de Balonmano (2002, 2003 y 2004)
- Copa de Hungría de Balonmano (2002, 2003 y 2004)

#### BM Ciudad Real
- Copa de Europa de Balonmano (2006)
- Liga ASOBAL (2007)
- Copa ASOBAL (2005, 2006 y 2007)
- Supercopa de España de Balonmano (2005)
- Supercopa de Europa de Balonmano (2006 y 2007)

### Selección nacional

#### Campeonato del Mundo
- Medalla de oro en el Campeonato del Mundo de 2003
- Medalla de plata en el Campeonato del Mundo de 2005

#### Campeonato de Europa
- Medalla de plata en el Campeonato de Europa de 2008

#### Juegos Olímpicos
- Medalla de oro en los Juegos Olímpicos de 2004

### Consideraciones personales
- Mejor extremo derecho del Campeonato del Mundo de 2003
- Mejor extremo derecho del Campeonato del Mundo de 2005
- Máximo goleador del europeo (2004)
- Mejor extremo derecho de los Juegos Olímpicos (2004)
- Mejor extremo derecho de la Liga ASOBAL (2005)